# 伊拉斯謨橋
伊拉斯謨橋（荷蘭語：Erasmusbrug），是荷蘭鹿特丹一座斜張橋，跨越新馬斯河，連接鹿特丹北部和南部地區。以尼德兰中世纪哲学家德西德里乌斯·伊拉斯谟的名字命名。

## 历史
伊拉斯謨橋由班·范·伯克完成於1996年，長度802米（2631英尺），塔高139米（458英尺），也被稱為“天鵝橋”。
伊拉斯謨橋有一個89米長（293英尺）開闔式橋樑，因為船舶無法於橋下通過。伊拉斯謨橋是西歐最大，最重的開闔式橋樑。
伊拉斯謨橋成本超過1.65亿歐元，伊拉斯謨橋於1996年9月6日正式開幕。1996年10月，伊拉斯謨橋通車。

## 画廊

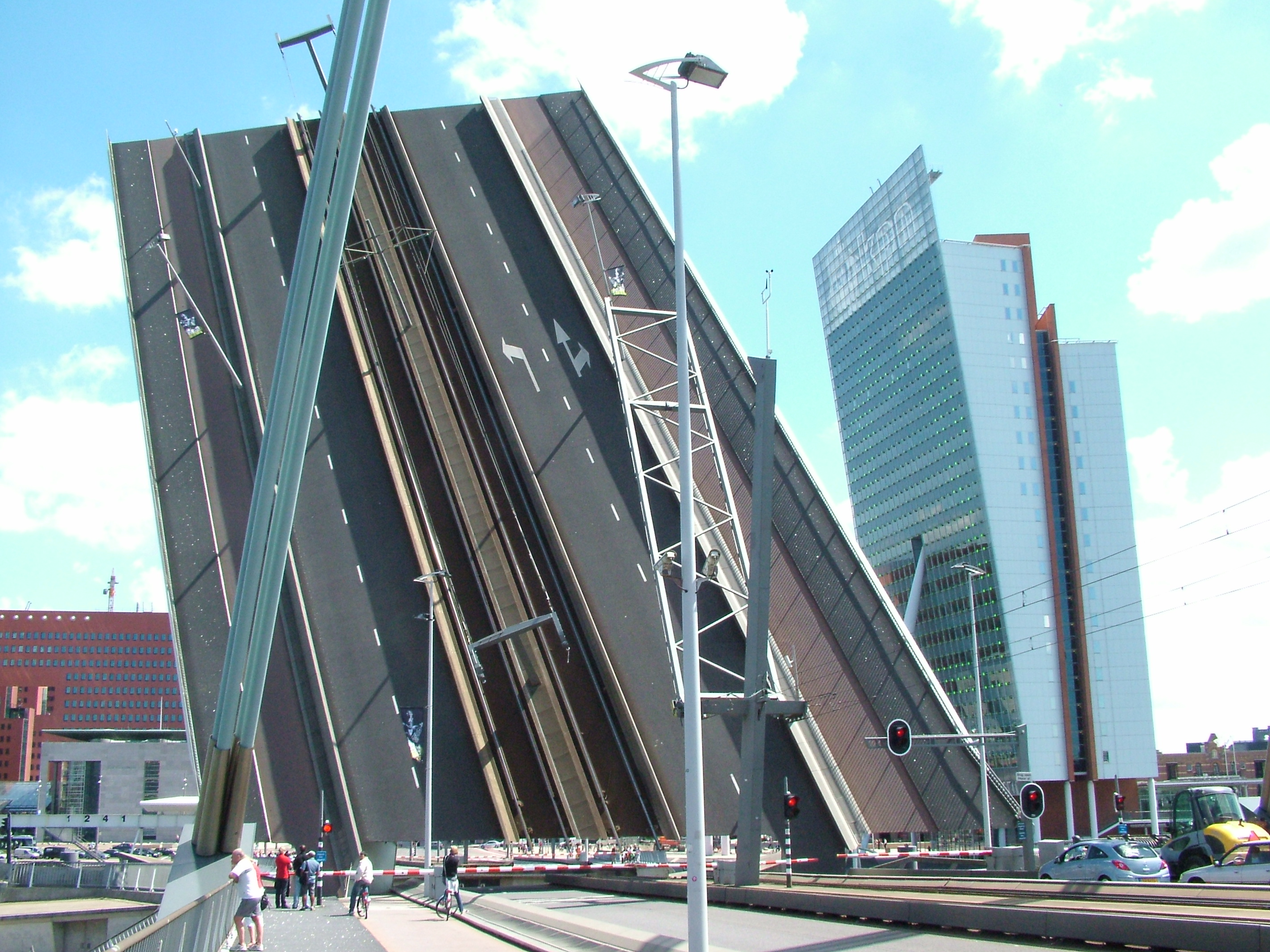
斜拉桥被抬起
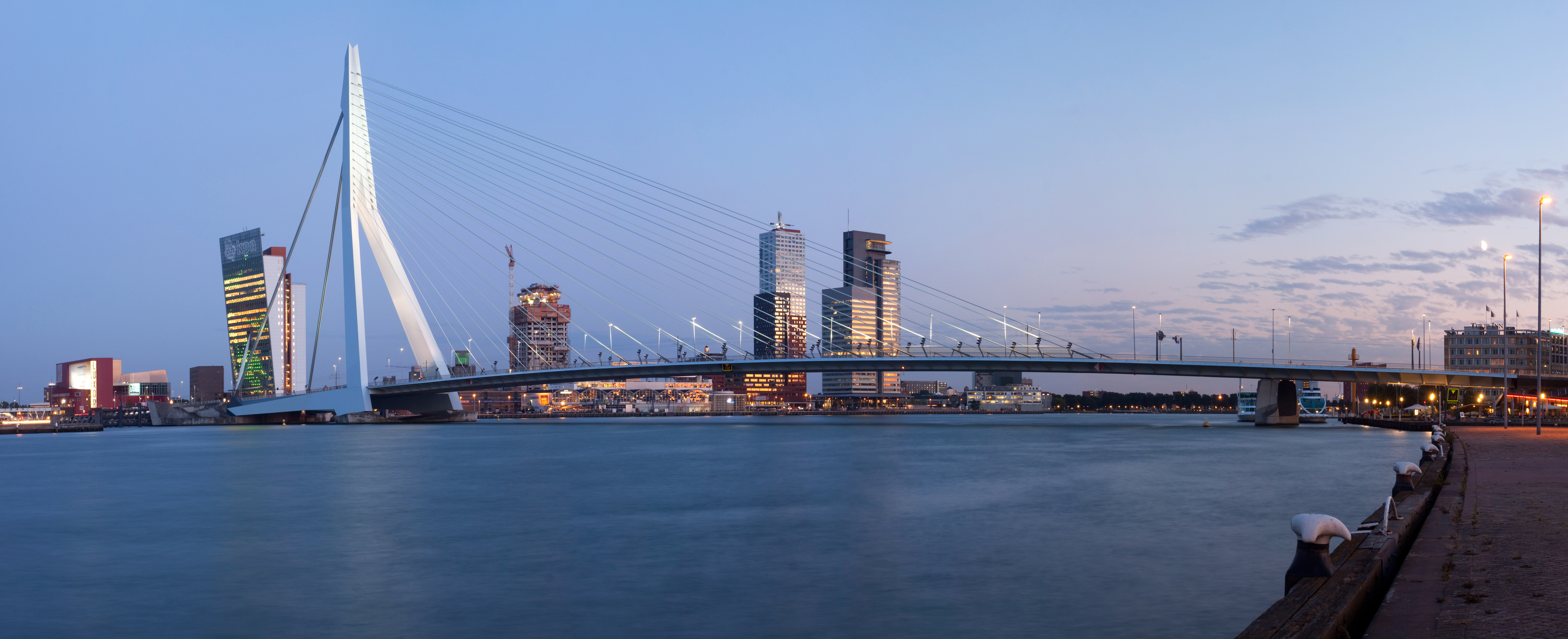
桥全景图。从左至右依次是新卢克索剧院（KPN的地区总部大楼），蒙得维的亚和世界港口中心
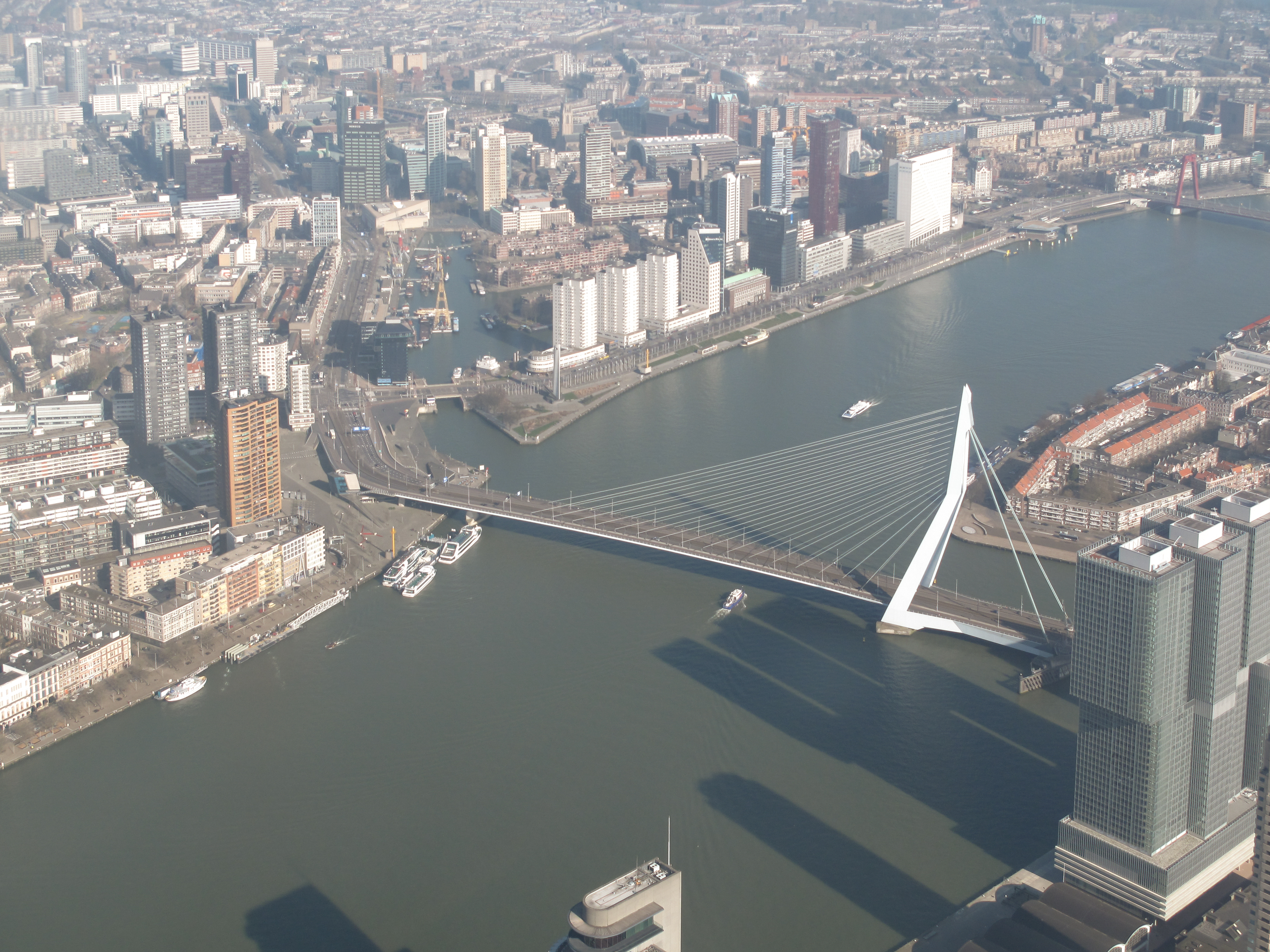
伊拉斯謨橋
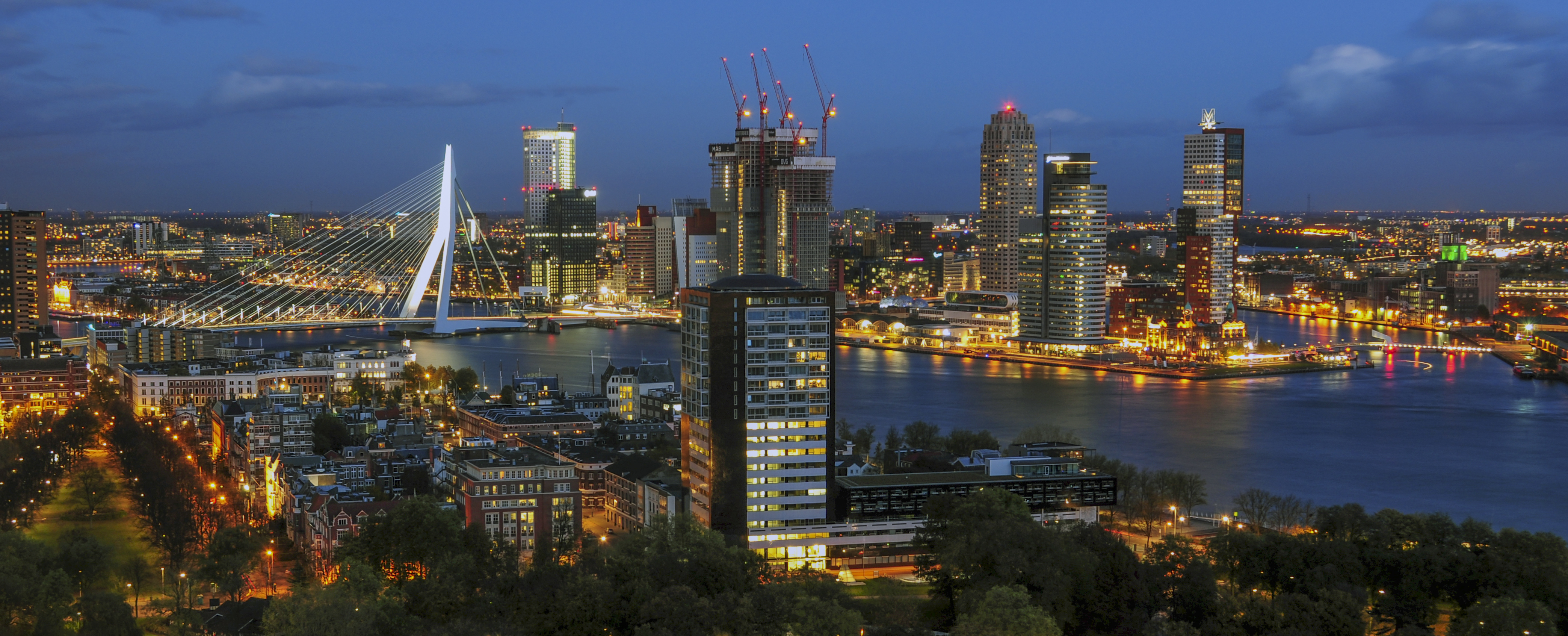
2012年从欧洲桅杆上看伊拉斯謨橋